# Cidade Nova (Manaus)
A Cidade Nova é um bairro situado na zona norte do município de Manaus, capital do estado do Amazonas. É o bairro mais populoso da cidade, com população estimada em 151 646 habitantes, de acordo com estimativas do IBGE de 2021. Seus limites são com os bairros de Parque 10 de Novembro e Flores ao sudoeste; Colônia Santo Antônio e Novo Israel ao oeste; Colônia Terra Nova ao noroeste; Nova Cidade e Monte das Oliveiras ao norte; Cidade de Deus e Novo Aleixo ao leste, e o bairro do Aleixo ao sul.
O bairro foi criado a partir de um planejamento habitacional, em 1979, pelo então governador do Amazonas, José Bernardino Lindoso. Sua criação deu-se com o objetivo de abrigar os migrantes do interior do Amazonas e de outros estados, que chegavam à Manaus para trabalhar no Polo Industrial de Manaus. Seu planejamento envolvia a criação de um total de 24 núcleos que, juntos, formariam o bairro. Suas residências tinham o mesmo padrão de construção. 
Entregue à população em 1981, recebeu o nome de "Cidade Nova", pois acreditava-se que o bairro se tornaria uma nova cidade, desmembrada da capital, e que faria parte da Região Metropolitana de Manaus. No entanto, isto não ocorreu. A Cidade Nova continuou a fazer parte da capital do Amazonas, como um de seus bairros. Com o passar dos anos, várias comunidades passaram a surgir ao redor do bairro, boa parte delas através de ocupações irregulares.
É um dos bairros que mais cresceram na cidade nos últimos tempos e atualmente é considerado um centro gastronômico e de entretenimento da capital. Além disso, destaca-se pelo seu alto Índice de Desenvolvimento Humano (IDH) de 0,762. Pode ainda ser caracterizado por amplos espaços verdes, diversos condomínios, comércios e áreas de lazer, além de inúmeras empresas. É um dos principais bairros da cidade, um dos maiores em área territorial e o maior em população. É também é um dos únicos bairros manauenses que possuem bairros-autônomos, ou seja, bairros e núcleos independentes, com escolas, igrejas e infra-estrutura completa. O bairro é dividido em 24 núcleos organizados de forma numeral.

## História
A partir da década de 1970, a Cidade Nova tornou-se referência como zona de crescimento. As antigas casas isoladas deram lugar ao maior projeto de urbanização e crescimento populacional da história de Manaus, pois a partir daí a Zona Norte da cidade passou a crescer significativamente, como até hoje.
A partir do final da década de 1980, o bairro transformou-se num dos maiores da capital. Logo, em 1992, atingiu uma população de 100 mil habitantes. Na década de 2000, sua população chegou a ultrapassar os 300 000 habitantes. Em 2010, foi aprovada a lei municipal n. 1.401, dividindo a Cidade Nova e criando três novos bairros: que ficou por sua vez subdividido assim. 
1) Nova Cidade: oriundo da divisão do bairro Cidade Nova.
2) Cidade de Deus: oriundo da divisão do bairro Cidade Nova.
3) Novo Aleixo: oriundo da divisão do bairro Cidade Nova.

## Situação geográfica e social

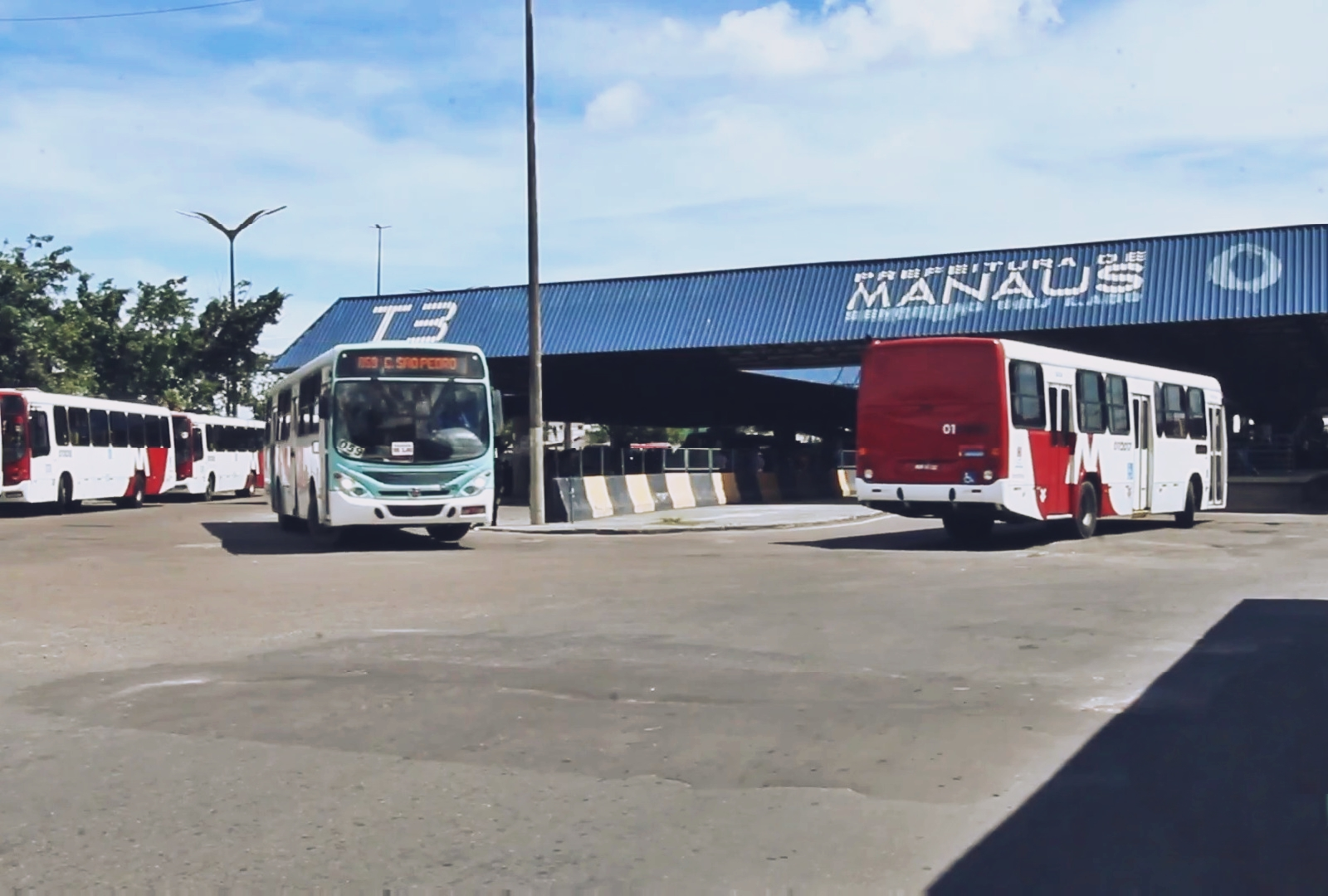
Terminal de Integração (T3), localizado no bairro Cidade Nova.

Localizada na convergência entre o Centro e a Zona Norte, o bairro é um dos que mais se valorizam na cidade, crescendo rapidamente e atraindo a classe alta, vinda de bairros nobres já saturados e a classe média alta emergente, vinda de bairros mais humildes.
A vizinhança inclui, principalmente, os extensos quarteirões situados na extremidade oeste da avenida Noel Nuteles, localizado nas proximidades do bairro do Parque 10 de Novembro.
Foi o bairro que mais avançou no IDH (Índice de Desenvolvimento Humano) nos últimos anos na cidade. A Cidade Nova, ao contrário dos bairros da Zona Centro-Sul, que possuem arranha-céus residenciais, possui, principalmente, prédios baixos com grandes varandas. É considerado um dos bairros mais seguros da cidade e sua infra-estrutura foi toda planejada para uma boa qualidade de vida. Nele, localizava-se a antiga bola do 8, que seria destruída com as obras de abertura da Avenida Max Teixeira. Entretanto, parte da Cidade Nova manteve a denominação de "Bola do Produtor", em referência ao antigo logradouro, Apesar disso, curiosamente, a Bola do Produtor não faz parte do bairro da Cidade Nova, fazendo parte do bairro Jorge Teixeira , pois fica depois do conjunto Jardim Canaranas, divisa oficial dos dois bairros.
Foram incontáveis projetos de urbanização e ocupação da zona, todos completamente executados. A região sofreu várias intervenções, com o projeto "Parque Sumaúma", mantido até hoje.
Também é na Cidade Nova que se localiza o Instituto Médico Legal de Manaus, inaugurado em 1984.
O bairro possui o Shopping Parque Sumaúma, um Centro de Convenções e um Terminal de Integração. O Governo tem feito muitos esforços no sentido de revitalizar a região, considerado hoje em dia um dos bairros de maior tráfego de veículos da capital.

## Subdivisões
A Cidade Nova divide-se em vinte e quatro núcleos e cinco subdivisões:

### Cidade Nova 1
A Cidade Nova 1 é uma subdivisão do bairro. Com uma População  superando os 50.000 habitantes possui grande parte do comércio e das principais escolas do bairro, além das agências bancárias, e do Terminal de Integração da Cidade Nova e bairros Renato Sousa Pinto, Mundo novo, Manoa.

### Cidade Nova 2
A Cidade Nova 2 é mais uma subdivisão do bairro Cidade Nova. Estende-se desde o limite com o bairro Parque 10 até o limite com a Zona Leste, possuindo uma população de aproximadamente 60.000 habitantes. Na Cidade Nova 2 encontramos a garagem da Viação Nova Integração, a maior empresa de transportes da cidade, o Parque Estadual Sumaúma, o Sumaúma Park Shopping e o Centro de Convivência da Família Padre Pedro Vignola. Fazem parte da Cidade Nova 2 os Núcleos 1, 2, 3, 4, 5, 6, 7, 8, 9 10, 11, 12, 13 e 14, além de Canaranas, Riacho Doce, Campo Dourado, Oswaldo Frota, Gilberto Mestrinho, Nossa Senhora do Perpétua Socorro, Colônia Cachoeira Grande, Fazendinha e Francisca Mendes.

## Economia
O bairro oferece uma boa rede de bens e serviços. É repleto de bares, restaurantes, lanchonetes, bancos, igrejas, lojas e feiras de arte nos finais de semana. O comércio é bastante diversificado, pois apresenta desde o refinado shopping center às lojas de perfil mais popular. É um dos maiores centros comerciais de Manaus, com uma grande variedade de lojas e serviços.

## Limites
O bairro é um dos maiores de Manaus em área territorial. Portanto, limita-se com vários bairros da cidade. Seus limites são com os bairros de Flores, Parque 10 de Novembro e Novo Aleixo ao sul; ao leste com Jorge Teixeira, Novo Aleixo e Cidade de Deus; ao norte com os bairros de Nova Cidade e Monte das Oliveiras; ao oeste com Colônia Santo Antônio; e ao noroeste com Colônia Terra Nova.